# Parafia Podwyższenia Krzyża Świętego w Bystrzycy
Parafia Podwyższenia Krzyża Świętego w Bystrzycy – rzymskokatolicka parafia znajdująca się w diecezji grodzieńskiej, w dekanacie Ostrowiec, na Białorusi.

## Historia
W 1390 król Polski i wielki książę litewski Władysław II Jagiełło ufundował tu jeden z pierwszych kościołów na Litwie, który powierzył kanonikom regularnym. W 1523 kolejną świątynię ufundował tu Zygmunt I Stary. W 1526 erygowano przy niej parafię. W 1760 lub 1761 zbudowano obecny kościół. W XIX w. parafia należała do dekanatu wileńskiego diecezji wileńskiej. W 1865 w ramach represji popowstaniowych władze carskie skonfiskowały kościół i zamieniły go na cerkiew prawosławną. Zwrócony katolikom w 1918, po odzyskaniu przez Polskę niepodległości.
W II Rzeczypospolitej parafia należała do archidiecezji wileńskiej i dekanatu Worniany. Od 1991 parafia znajduje się w diecezji grodzieńskiej.